# Trudel Hardieck

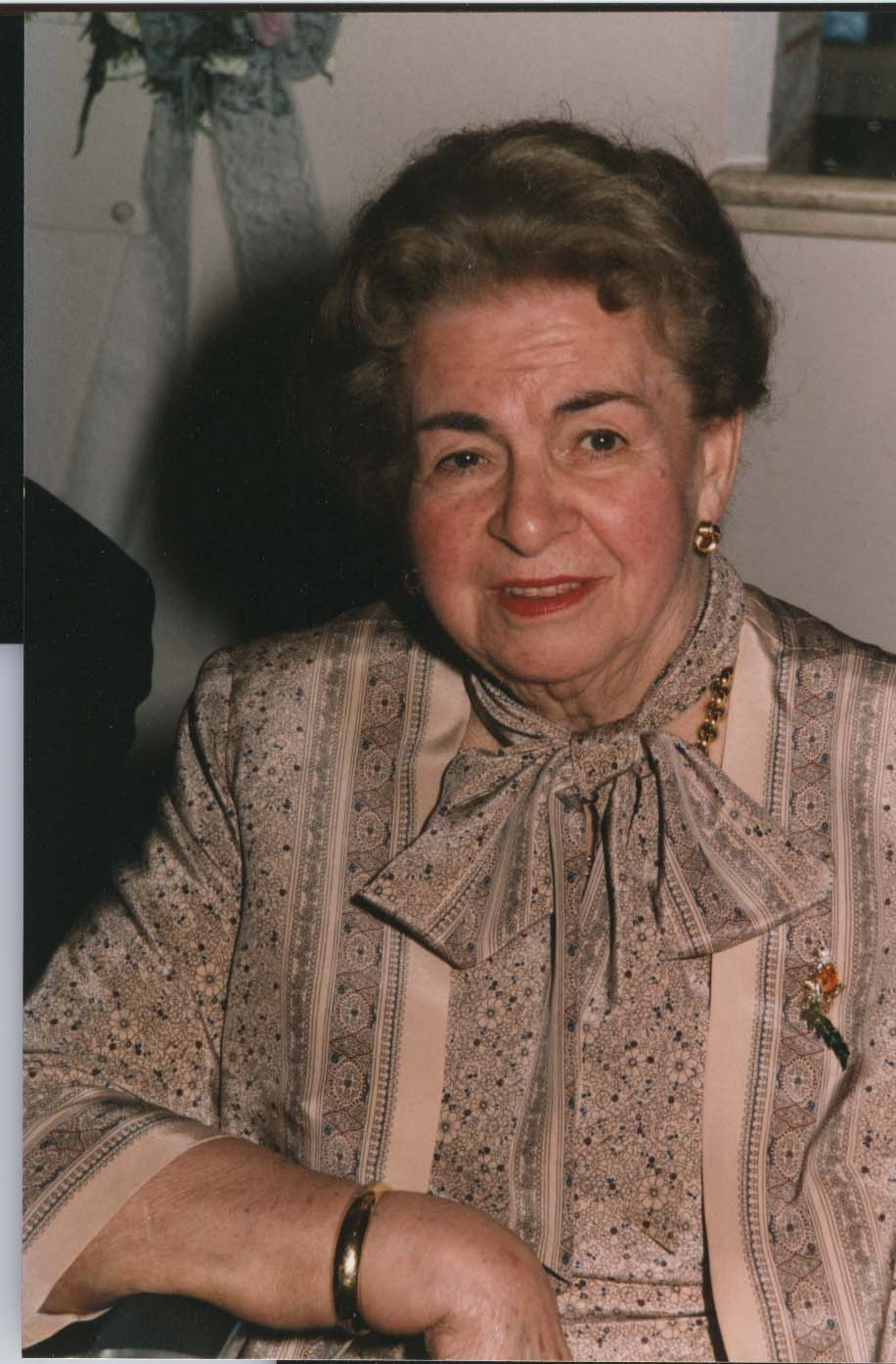
Trudel Hardieck, 1989

Trudel Hardieck (* 1. März 1905 in Nagold, Schwarzwald als Trudel Wohlbold; † 14. Juli 1990 in Bad Wiessee, Tegernsee) war eine deutsche Unternehmerin. Sie gründete und leitete die Privatklinik „Jägerwinkel“ in Bad Wiessee, in der sich Prominente aus Wirtschaft und Filmbranche ab den 1950er aufhielten. Bekannt wurde Trudel Hardieck auch durch ihre lebenslangen Freundschaften mit Franz Grothe und Berthold Beitz.

## Leben und Wirken
Geboren wurde Trudel Hardieck als Tochter des Elektrizitätswerksbesitzers und -betreibers Ludwig Wohlbold in Nagold im Schwarzwald. Nach ihrer ersten Heirat mit 18 Jahren zog sie nach Hameln und war mit zwanzig bereits Mutter von zwei Kindern. Ab 1932 lebte sie in Berlin. Ihr zweiter Ehemann war SS-Hauptsturmführer Kurt Ruppmann, der ab 1938 zum persönlichen Stab von Reichsführer SS Heinrich Grote gehörte. Im Juli 1941 starb Ruppmann im Kriegseinsatz. Sie heiratete 1942 den SS-Obersturmbannführer Willi Hardieck (Waffen-SS, SS-Division Totenkopf) und hatte zwei Söhne mit ihm. Er fiel am 17. Dezember 1944 während der Ardennenoffensive. 1943 fiel ihr 19-jähriger Sohn Werner.
1942 machte sie in Berlin die Bekanntschaft mit dem Schlagerkomponisten und Chef des deutschen Tanzorchesters Franz Grothe. Nach einem Bombenangriff (vermutet wird 1943) konnte er nicht mehr in seine Wohnung zurück und wurde mit seiner Ehefrau Kirsten Heiberg in Hardiecks Haus in der Domhäuser Straße 56 am Berliner Schlachtensee zwangseinquartiert. Daraus entstand eine enge Freundschaft bis zu Grothes Tod im Jahr 1982.
Trudel Hardieck zog Ende 1944 mit ihren Kindern nach Rottach-Egern, wo sie bei einer Freundin wohnten. Sie hatte keine Ausbildung und keinen Beruf. Da sie etwas von Trachten verstand, plante sie eine Werkstatt für Trachtenkleidung am Tegernsee zu gründen. In der Jägerstraße in Bad Wiessee kaufte sie ein Grundstück in einem industriefreien Gebiet und ließ ein Haus bauen. Als es im Rohbau stand, musste sie ihre Werkstattpläne aus finanziellen Gründen aufgeben. Franz Grothe und seine Frau kamen 1947 nach Rottach-Egern und trafen Hardieck wieder. Sie nahm das Ehepaar 1948 als erste Mieter in ihrem Haus auf. Durch Um- und Ausbauten wurde aus dem Haus der „Jägerwinkel“, den sie 1950 an einen Naturheilarzt verpachtete.
Franz Grothe wurde durch diesen Umstand obdachlos, und so verkaufte ihm Trudel Hardieck einen kleinen Teil des Grundstücks und riet ihm zum Bau eines eigenen Hauses. Er wurde lebenslanger Nachbar von Trudel Hardieck genauso wie Bruno Balz aus Berlin. Auch er bezog ein Haus in der unmittelbaren Nähe des „Jägerwinkels“. Im Gefolge dieser beiden kamen UFA-Stars zum Tegernsee, die schon im „Dritten Reich“ Karriere gemacht hatten, wie der Schauspieler Willy Birgel oder der Komponist Lotar Olias, der NSDAP-Kulturwart gewesen war. Zu Hardiecks Gästen gehörten auch Grethe Weiser, die 1970 in der Nähe des Jägerwinkels bei einem Autounfall starb, und Hans Albers. Zarah Leander reiste zum ersten Mal zum Tegernsee, um ihren Textdichter Bruno Balz („Kann denn Liebe Sünde sein?“) zu besuchen. Ab da verbrachte sie mehrere Monate im Jahr zu Kuraufenthalten in Hardiecks Haus. Bis zu ihrem Tod war sie mit ihr befreundet.
Als der Pachtvertrag mit dem Naturheilarzt auslief, übernahm Trudel Hardieck selbst die Leitung des Hauses. Sie ließ es um- und ausbauen und eröffnete es 1956 als „Privatklinik Jägerwinkel“. Die Internisten Ingeborg Ansorge und Gustav Schimert hatten die ärztliche Leitung.
1957 hielt sich Berthold Beitz das erste Mal im „Jägerwinkel“ auf. Er verbrachte jedes Jahr nach eigener Erzählung mindestens drei Wochen in dem Hotel-Sanatorium, um sich zu erholen und die „heitere Geselligkeit dieses Refugiums voll genießen zu können“. Er führte den NS-Propaganda-Maler Paul Mathias Padua in den „Jägerwinkel“ ein. Hardiecks Haus wurde in den 1960er Jahren zu einem Treffpunkt für Menschen aus Wirtschaft, Politik, Adel und der Filmbranche. Unter den Stammgästen waren Max Grundig, Heinz Rühmann, Peter Alexander, Ilse Werner und Peter Frankenfeld. Hardieck soll stets ein Dirndl getragen haben, Gäste und Patienten nannten sie auch „Muttern“. Beitz, der Trudel Hardieck einige Seiten seiner Biografie widmete, beschrieb sie als „eine Frau mit Charisma […] voll Energie und Phantasie“. Die Anziehung, die der „Jägerwinkel“ ausübte, sei von ihr ausgegangen. Als sie 1962 einen schweren Autounfall erlitt, fuhr er nach Bad Wiessee und übernahm für kurze Zeit die Leitung des Hauses.
Sie wurde auf dem Bergfriedhof Bad Wiessee in der Nähe der Grabes von Franz Grothe beigesetzt. Ihre Söhne Volker (geboren 1943) und Ulf Hardieck führten die Privatklinik als Familienunternehmen weiter bis zur Insolvenz 2003.

## Fernsehfilm
In dem ARD-Spielfilm Das Geheimnis der Freiheit von 2020 über das Leben von Berthold Beitz wird Trudel Hardieck von Krista Stadler  verkörpert.